# Shoshonius
Shoshonius es un género extinto de primate que vivió hace 50 millones de años en el Eoceno Inferior, hallándose sus fósiles en el centro de Wyoming, Estados Unidos. Shoshonius pertenece a la extinta familia Omomyidae, y comparte muchas características con los actuales tarseros.
Shoshonius tenía grandes cuencas oculares y numerosos detalles de la región del oído ausentes en otros primates exceptuando a los tarseros, lo cual lo hace demasiado especializado como para ser el ancestro común de los tarseros y los primates superiores (incluyendo a los humanos).
Un análisis del patrón trabecular en la cabeza del fémur de S. cooperi sugirió que sus métodos de locomoción era diversos, consistiendo mayormente de una marcha cuadrúpeda y trepando con ayuda de saltos.